# Alberto Jeria
Alberto Jeria es un exfutbolista profesional chileno que se desempeñaba como delantero. Se destaca su etapa en Universidad Católica, donde festejó el título de 1966.

## Trayectoria
En Universidad Católica, Jeria compartió con jugadores como Néstor Isella, Hugo Cicamois, Eleodoro Barrientos, Fernando Ibáñez, Osvaldo Pesce, René Hormazábal, Esteban Varas, Mario Aguilar, Juan Barrales, Armando Tobar y Julio Gallardo.
En la temporada 1966, en la cual se consagró campeón junto a su equipo, estuvo presente en 7 encuentros. En la temporada siguiente, jugó en 2 ocasiones. En el equipo de reservas, el delantero fue parte del tetracampeonato obtenido en la categoría, resaltando su participación en 1967.
En Copa Libertadores 1967 estuvo presente en 7 encuentros, como por ejemplo en el triunfo de los cruzados sobre Emelec en Guayaquil por 1:0, donde ingresó por Julio Gallardo. Días después, fue titular en la victoria por 2:0 ante Barcelona, partido disputado en la misma ciudad.

## Palmarés

### Torneos nacionales de reservas
| Título             | Equipo               | País  | Año  |
| ------------------ | -------------------- | ----- | ---- |
| Torneo de Reservas | Universidad Católica | Chile | 1967 |

### Torneos nacionales
| Título           | Club                 | País  | Año  |
| ---------------- | -------------------- | ----- | ---- |
| Primera División | Universidad Católica | Chile | 1966 |